# Usuktuk River
Der Usuktuk River ist ein etwa 259 km langer rechter Nebenfluss des Meade River im Bereich der North Slope im Norden des US-Bundesstaats Alaska.

## Flusslauf
Der Usuktuk River entspringt in einem niedrigen Hügelland 95 km südsüdöstlich von Atqasuk auf einer Höhe von etwa 150 m. Der Usuktuk River durchfließt die Arktische Ebene. Er fließt anfangs etwa 40 km nach Norden und wendet sich im Anschluss allmählich in Richtung Nordnordost und später nach Nordosten. Der Ukuktuk River erreicht etwa bei Flusskilometer 180 eine von Thermokarst-Seen durchsetzte Landschaft, die bis zur Meeresküste reicht. Er wendet sich in der Folge in Richtung Nordnordwest und bildet nun zahlreiche Flussschlingen aus. Der Usuktuk River mündet schließlich 4 km nordnordöstlich der Siedlung Atqasuk in den Meade River. Der Usuktuk River entwässert ein Areal von etwa 1500 km².

## Namensgebung
Lieutenant Ray bezeichnete den Fluss im Jahr 1883 als „Usuuktu“. Auf einer Landkarte von Ray hieß der Fluss „Esuktu“. Offenbar gab es noch weitere ähnliche Namensvarianten. Im Jahr 1949 wurde als offizieller Flussname „Usuktuk River“ festgelegt.